# Józef Urbanek (podporucznik)
Józef Urbanek,  ps. Cedr, W-1 (ur. 26 stycznia 1909 w Odrzykoniu, zm. ?) – podporucznik piechoty rezerwy Wojska Polskiego i Armii Krajowej.

## Życiorys
Syn Ignacego i Apolonii. Miał czterech braci: Jana, Władysława, Tomasza i Franciszka. Po ukończeniu szkoły powszechnej wstąpił do Seminarium Nauczycielskiego w Krośnie, które ukończył w 1933 otrzymując dyplom nauczyciela szkół powszechnych. Służbę wojskową odbył w Przemyślu. Po jej zakończeniu otrzymał pracę nauczyciela na Kresach Wschodnich, m.in. w Brzeżanach w województwie tarnopolskim. Na stopień podporucznika został mianowany ze starszeństwem z 1 stycznia 1936 i 606. lokatą w korpusie oficerów rezerwy piechoty.
Od 1929 był dyrygentem Chóru Ludowego w Odrzykoniu i w tym czasie ożywił jego działalność. Był także zasłużonym działaczem odrzykońskiego teatru. 
Awans na podporucznika otrzymał po odbyciu ćwiczeń wojskowych. Brał udział w kampanii wrześniowej. Po rozwiązaniu swoich oddziałów, przebywał na terenach wschodniej Polski. Do Odrzykonia wrócił pod koniec 1941.
W 1943 Józef Urbanek wstąpił w szeregi AK, przyjmując pseudonim "Cedr", a później "W-1". Początkowo pełnił funkcję dowódcy 19 plutonu w Placówce Odrzykoń "Oleander", później objął dowództwo nad utworzonym w placówce plutonem dywersyjnym. Brał udział w wielu akcjach. 1 lipca 1944 dowodził ochroną lotniczego zrzutu 6 ton broni opodal Lubli. W ostatnich miesiącach okupacji niemieckiej przejął funkcję komendanta Placówki "Oleander", "Ola".
Po wejściu Sowietów, w październiku 1944, został aresztowany przez NKWD. Był więziony w Krośnie, na zamku w Rzeszowie i w Kolbuszowej. Przesłuchiwany był w sprawie przynależności do AK i w sprawie ukrywanej broni zrzutowej.
Józef Urbanek ostatni raz widziany był w Kolbuszowej, gdzie NKWD zorganizowało obóz dla żołnierzy AK. Dalsze jego losy i miejsce pochówku nie są znane